# Amirabad Kaftar
Almirabad Kaftar (pers. اميرابادكافتر) – miejscowość w Iranie, w ostanie Fars. W 2006 roku  liczyła 1368 mieszkańców w 281 rodzinach.